# Beith
Beith (Beithe en gaélique (gd)) est une ville d'Écosse, située dans la région du North Ayrshire, à 30 kilomètres à l'ouest de Glasgow. 

## Toponymie
Le nom de Beith trouve ses origines dans le vieil irlandais, avec une racine commune avec la lettre beith de l'alphabet ogham.

## Histoire
Au XVIIIe siècle, Beith avait la réputation d'être un haut lieu de la contrebande, mais la ville s'est toutefois plus appuyée sur l'industrie du textile et surtout sur celle de la manufacture de meubles. 

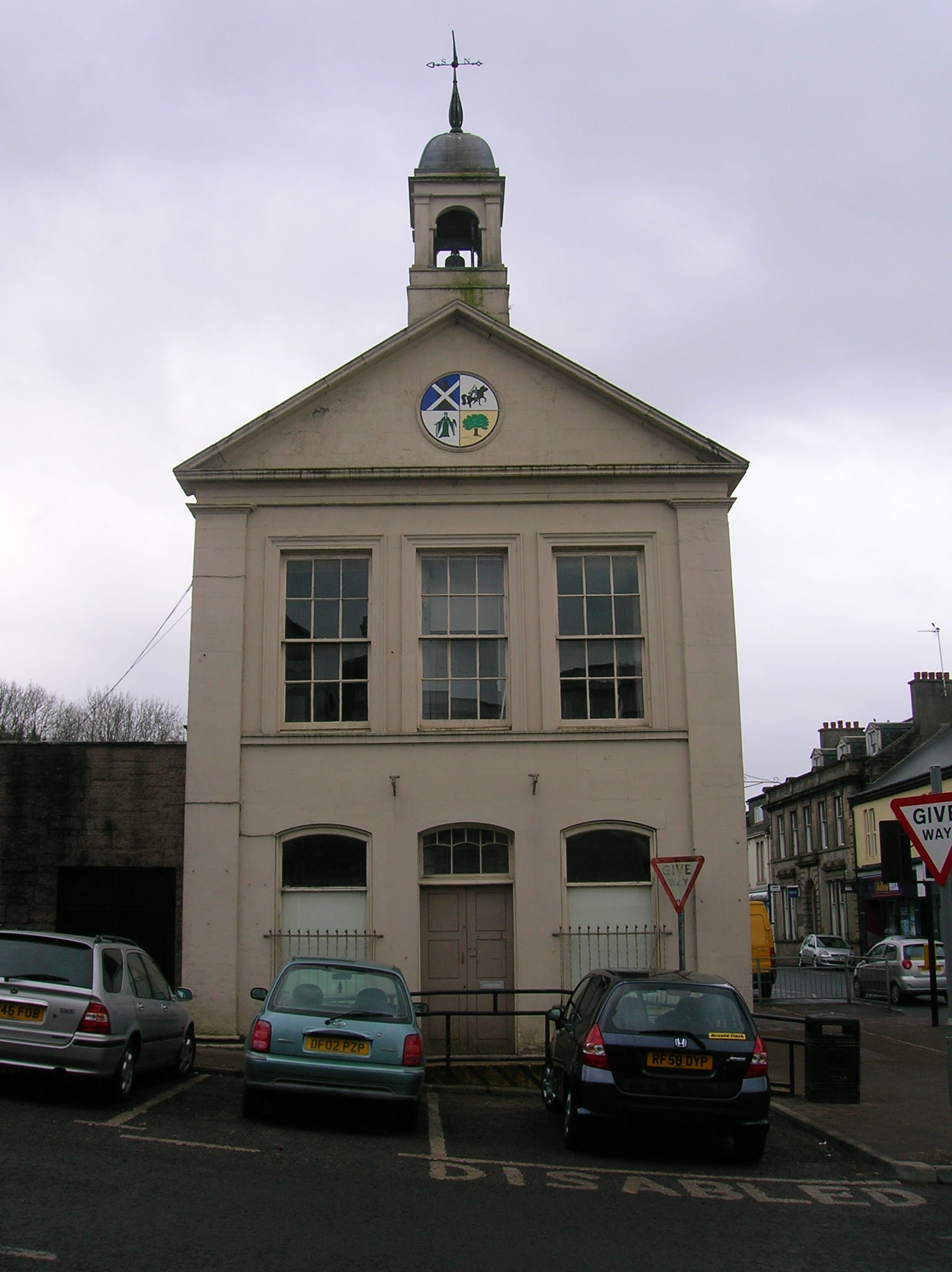
L'hôtel de ville de Beith.

## Sports
La ville a abrité le club de football de Beith Football Club, qui a évolué en Scottish Football League de 1923 à 1926. 

## Personnalités
- Steve Clarke, footballeur et entraîneur, international écossais
- John Witherspoon, signataire de la Déclaration d'indépendance des États-Unis
- Henry Faulds, scientifique et physicien